# Elaphoglossum drewianum
Elaphoglossum drewianum är en träjonväxtart som beskrevs av John T. Mickel. Elaphoglossum drewianum ingår i släktet Elaphoglossum och familjen Dryopteridaceae. Inga underarter finns listade.